# Eucalyptus burdettiana
Eucalyptus burdettiana là một loài thực vật có hoa trong Họ Đào kim nương. Loài này được Blakely & H.Steedman mô tả khoa học đầu tiên năm 1939.